# 多蕊蛇菰
多蕊蛇菰（学名：Balanophora polyandra）为蛇菰科蛇菰属的植物。分布于尼泊尔、缅甸以及中国大陆的西藏、广东、广西、湖北、云南、四川等地，生长于海拔1,000米至2,500米的地区，常生于密林下，目前尚未由人工引种栽培。

## 别名
木菌子（海南） 土苁蓉（广西）